# Patricia Bowman
Pour les articles homonymes, voir Bowman.
Patricia Bowman (12 décembre 1908 - 18 mars 1999) est une ballerine, actrice de comédie musicale, personnalité de la télévision et professeure de danse américaine.

## Carrière
Bowman étudie la danse avec divers professeurs à  New York, et en Europe.Elle commence sa carrière de danseuse à l'adolescence à une époque où il n'y avait pas de grandes compagnies de ballet aux États-Unis, utilisant initialement son nom de naissance, Edna Bowman, avant de prendre le nom de scène de Patricia Bowman en 1927,. Ses premières performances sont dans des revues musicales et dans des spectacles mis en scène dans des salles de cinéma dans les années 1920 et 1930. Elle fait ses débuts à Broadway en 1925 en tant qu'Edna Bowman dans les George White's Scandals (en), apparaissant dans les versions 1926 et 1927 de cette production,. Elle rejoint la troupe de danse de Vera Fokina, qui a été engagée pour des représentations à l'hippodrome de New York en 1926. Elle continue à tourner périodiquement avec le ballet Fokine en la fin des années 1920 et les années 1930. Au cours de cette période, elle travaille également comme danseuse de salon avec Tony DeMarco , est danseuse étoile au Roxy Theatre (1928-1932) et fait des tournées de vaudeville. Une de ses œuvres de vaudeville les plus connues est Tennis , une pièce humoristique chorégraphiée par Michel Fokine.
En 1932, Bowman est nommé danseuse principale du tout nouveau Radio City Music Hall ; un théâtre dans lequel elle continue à se produire jusqu'au début des années 1950. En 1934, elle joue dans les Ziegfeld Follies avec Fanny Brice, les Howard Brothers, Jane Froman et Everett Marshall (singer) (en),, et apparait dans Calling All Stars. En 1937, elle revient à Broadway dans Virginia d'Arthur Schwartz, mis en scène par Leon Leonidoff ; elle est la vedette des Fokine Ballets,  et en 1938, elle fait une tournée en tant que danseuse étoile avec la troupe de Mikhail Mordkin.
En 1939, Bowman devient membre fondateur de l'American Ballet Theatre (alors simplement appelé Ballet Theatre), qui commence sa première saison en janvier 1940. Au cours de la première saison de la compagnie, elle danse les rôles de la princesse Odette, le cygne blanc, dans Le Lac des cygnes de Piotr Ilitch Tchaïkovski , le rôle-titre dans Giselle d'Adolphe Adam et le rôle de Lisette dans la première américaine de La Fille mal gardée,,. Elle joue également le rôle principal dans Les Sylphides de Fokine ; une œuvre dans laquelle elle apparaît à nouveau avec la compagnie en 1955 en tant qu'artiste invitée, avec Erik Bruhn pour partenaire. Au cours de l'été qui suit la première saison de l'ABT, elle interprète Cendrillon dans la première de l'adaptation musicale d' Edward Eager (en) du conte de fées, After the Ball, au Clinton Playhouse dans le Connecticut.
Bowman quitte l'American Ballet Theatre en 1941, après quoi elle devient la tête d'affiche de la discothèque Copacabana à Manhattan avec la chanteuse Elvira Ríos. À l'été 1942, elle crée le rôle de la Sorcière du Nord, alias Glinda , au Municipal Opera Association de Saint Louis, dans la toute première mise en scène de la comédie musicale Le Magicien d'Oz qui reprend les chansons du film de la MGM de 1939. En 1944, elle créé le rôle d'Ilse Bonen dans Rapsody de Fritz Kreisler, .
À l'écran, Bowman apparait dans les premières émissions de télévision en 1931 et 1939. Elle est une danseuse vedette dans le film de 1937 O-Kay for Sound . Elle fait des apparitions dans The Milton Berle Show (en), Cavalcade of Stars , The Ken Murray Show (en) et Ford Star Revue. En 1951, elle anime son propre programme télévisé, The Patricia Bowman Show, pour CBS.
Après avoir pris sa retraite de la scène, Bowman est directrice d'une école de ballet à New York de 1957 à 1977. Elle épouse Albert Kaye en 1977, date à laquelle elle prend sa retraite et déménage à Las Vegas où elle demeure jusqu'à sa mort en 1999.